# StAX
XML流API（Streaming API for XML，缩写StAX）是用于读写XML文档的应用程序接口，起源于Java社群，JSR 173定义了这个API。
传统上来说，XML的API无外乎是以下两种：
- 基于树的API- 整个文档以树的形式被读入内存，可以被调用程序随机访问。
- 基于事件的API - 应用注册接收事件，当原XML文档遇到事体时就会产生这些事件。

两者皆有优点，前者（例如DOM）允许对文档进行随机访问，而后者（例如SAX）需要较小的内存开销，并却通常更快。
这两个方法可以认为是正好相反。基于树的API允许无限制的，随机的访问和操纵，而基于事件的API是一次性地遍历源文档。
StAX被设计为这两者的一个折中。在StAX中，程序的切入点是表示XML文档中一个位置的光标。应用程序在需要时向前移动光标，从解析器拉出信息。与基于事件的API（如SAX）将“数据推送”给应用程序不同的是，SAX需要应用程序维持时间间的状态，以保持文档内的位置信息。

## 起源
StAX起源于一些“拉”XML的API，最著名的是XMLPULL, 其作者（Stefan Haustein和Aleksander Ominski）与BEA Systems, 甲骨文公司, Sun, Breeze Factor（页面存档备份，存于）及James Clark合作编写了这个规范。

## 例子
从JSR-173 Specification• Final, V1.0中摘取的例子（以合理使用方式使用）
引用:
下面的Java API显示了以光标方式读取XML的主要方法。
```
// Java 

public
 
interface
 
XMLStreamReader
 
{
 

  
public
 
int
 
next
()
 
throws
 
XMLStreamException
;
 

  
public
 
boolean
 
hasNext
()
 
throws
 
XMLStreamException
;
 

  
public
 
String
 
getText
();
 

  
public
 
String
 
getLocalName
();
 

  
public
 
String
 
getNamespaceURI
();
 

  
// ...其他方法隐去

}

```

写入的API与读取API的元素开始和元素结束相对应。
```
// Java 

public
 
interface
 
XMLStreamWriter
 
{
 

  
public
 
void
 
writeStartElement
(
String
 
localName
)
 
throws
 
XMLStreamException
;

  
public
 
void
 
writeEndElement
()
 
throws
 
XMLStreamException
;
 

  
public
 
void
 
writeCharacters
(
String
 
text
)
 
throws
 
XMLStreamException
;
 

  
// ...其他方法隐去

}

```

5.3.1 XMLStreamReader
本例子说明初始化一个输入工厂，创建阅读器，并迭代XML文档中的元素。
```
XMLInputFactory
 
f
 
=
 
XMLInputFactory
.
newInstance
();
 

XMLStreamReader
 
r
 
=
 
f
.
createXMLStreamReader
(...
 
);
 

while
 
(
r
.
hasNext
())
 
{
 

    
r
.
next
();
 

}

```

## 实现
- Sun Java Streaming XML Parser[永久] 开源。作为J2SE 6的一部分发布
- JSR-173的参考实现
- Woodstox，开源StAX实现（以LGPL或Apache许可证发布）
- Aalto，超高性能的解析器（GPL或商业许可证）
- libxml2（页面存档备份，存于），XML的C解析器和工具（MIT許可證）
- Expat（页面存档备份，存于），用C写的XML解析器函数库